# Vensters op het verleden
Vensters op het verleden is een landmark geplaatst ter nagedachtenis aan de dropping van Britse parachutisten en hun materieel op de Ginkelse Heide in Ede op 18 september 1944. Deze luchtlandingen waren onderdeel van Operatie Market Garden.

## Doel
Het monument is gemaakt om de luchtlandingen op de Ginkelse Heide te herdenken. Op 18 september 1944 om 15.09 uur sprongen onder leiding van Brigadegeneraal John Hackett 1.914 parachutisten uit 121 Dakota's. Tegelijk met hen werd 51 ton aan wapens, munitie en voedsel gedropt. Ook informeert het landmark bezoekers over de luchtlandingen en is het kunstwerk het startpunt voor wandel- en fietsroutes langs memorabele plekken uit de Tweede Wereldoorlog in en rond Ede.

## Aanloop
De gemeente Ede vroeg in het najaar van 2018 aan Edenaren om ideeën voor een Airborne Landmark in te sturen. Een aantal belangrijke voorwaarden waren:
- Het landmark is zichtbaar vanaf de N224.
- Het is verplaatsbaar.
- Het mag de ondergrond niet verstoren.
- Het is gefundeerd op het maaiveld.
- Het dient als een informatieplek voor het herinneringstoerisme in Ede en de Airborneregio.
- De kunstenaar maakt en plaatst het landmark in juli 2019.

Uit zeventien voorstellen koos de Gemeente Ede drie ontwerpen:
- Landmark Yankee: een tien meter hoge toren die refereert aan Dropzone Y
- Terugblik: vanaf de grond kon er omhoog worden gekeken waarbij de parachutisten als het ware op je afkomen
- Vensters op het verleden: zes meter hoge stalen vensters die de luchtlandingen laten zien

In totaal werd er vijfduizend keer gestemd. Het ontwerp van Karin Colen kreeg twee derde van de stemmen en werd daarom gerealiseerd op de Ginkelse Heide in Ede. Op dinsdag 27 augustus 2019 werd er gestart met het plaatsen van het landmark. De officiële onthulling vond plaats op woensdag 18 september 2019.
| Maart-juli 2019       | Augustus 2019      | September 2019      |
| --------------------- | ------------------ | ------------------- |
| Ontwikkeling landmark | Plaatsing landmark | Onthulling landmark |

## Ontwerper
De ontwerper van Vensters op het verleden is kunstenares Karin Colen. In haar werk heeft zij vooral aandacht voor kunsttoepassingen in de openbare ruimte. Ze haalt haar inspiratie uit de omgeving, het luisteren naar gebruikers, verdiept zich in historie en integreert verleden, heden en toekomst. Zij realiseert een kunstwerk wat de functie van de ruimte versterkt en aantrekkelijker maakt. Samenwerken met omwonenden en betrokkenen is in haar werk van belang, zodat het kunstwerk voor iedereen betekenis krijgt.
Voor het landmark Vensters op het verleden heeft Karin Colen zich ingelezen en laten inspireren door de Edese Heide. De stilte en rust viel haar op en mede daardoor kreeg zij het idee om vanuit die plek ramen naar het verleden te maken. Tijdens het ontwerpen probeerde zij zich in te beelden hoe het geweest moest zijn om als parachutist richting een brandende heide te moeten springen.

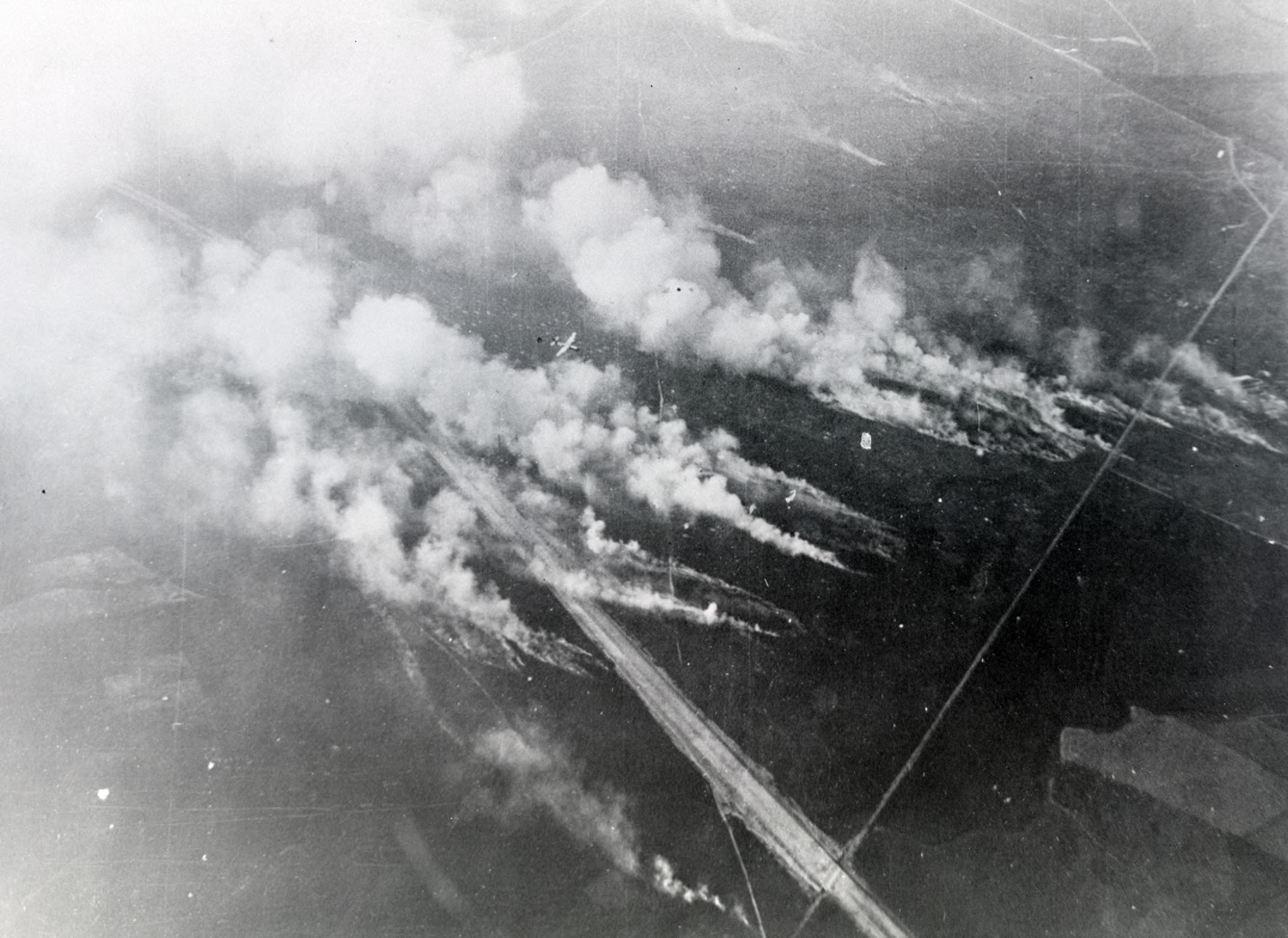
Branden op de Ginkelse Heide bij Ede. Let op de eenzame glider die richting Wolfheze daalt. De foto is gemaakt op 18 september 1944, Gelders Archief (1560 - 5009) - (1560 - Fotocollectie Tweede Wereldoorlog)

## Beschrijving landmark
Het landmark bestaat uit zes meter hoge stalen vensters waarin te zien is dat de parachutisten worden gedropt uit de Dakota's. Het monument is gemaakt van staal dat kan roesten. De soldaat op het middenpaneel is op ware grootte, daarachter zijn meerdere soldaten zichtbaar terwijl zij landen. De strepen zijn de draden van de parachutes en de lijnen van de geweerschoten die op de parachutisten worden afgevuurd. Ook staan de vijandelijke troepen afgebeeld. Door de vensters heen is het heden zichtbaar: de heide. Op de panelen rondom het monument staat informatie over de Operatie Market Garden, zowel in het Nederlands als Engels.

## Uitvoering
De uitvoering is gedaan door:
- Staal: Smolenaers Constructie & Plaatwerk [1]
- Beton: Thijssen - Den Brok [2]
- Fotopanelen: Chromio [3]
- Grondwerk: Gebra Infra [4]

## Onthulling
Het landmark werd op woensdag 18 september 2019 om 15.09 uur onthuld bij de schaapskooi op de Ginkelse heide. De onthulling werd gedaan door veteraan John Jeffries en een lid van het Kindercollege van de gemeente Ede.